# Dodo van Haske
Dodo is een heilige van Friese afkomst. Hij was een kluizenaar en leefde in Haske waar hij mensen hielp die slachtoffer waren van bloedwraak. In 1231 stierf hij toen zijn kluizenarij instortte. Toen ze hem onder de brokstukken vandaan haalden had hij tekenen van stigmata. 
Op de plek waar ooit de kluizenarij stond, staat nu de Kapelle van Haskerdijken, de voormalige kloosterkapel van het Hasker Convent. Ter nagedachtenis aan de heilige Dodo is er een bosje aangelegd nabij de kapel, waarin de letters 'DODO' vanuit de lucht te lezen zijn. Het bosje maakt deel uit van het Jabikspaad.